# サフィール (潜水艦・初代)
サフィール (Saphir) はフランス海軍の潜水艦。エムロード級。
1903年10月起工。1908年2月6日進水。1910年12月10日就役。
第一次世界大戦のオスマン帝国との開戦後、英仏潜水艦がダーダネルス海峡入口の哨戒を実施しており、それに加わるため「サフィール」は1914年12月17日にテネドス島に着いた。艦長のHenri de Fournierは海峡への侵入許可を求めたものの、命じられたのは海峡入口沖の哨戒であった。しかし、1915年1月15日に最初の哨戒に出発すると、de Fournierは海峡へと向かった。Eren Keui湾で座礁するも離礁に成功し、機雷原の下を通過し、また浸水発生にもかかわらず「サフィール」は進んだが、チャナッカレ付近で岸に乗り上げてしまった。離礁には成功したものの、今度は海底まで沈み、塩素ガスも発生。どうにか浮上するも、オスマン帝国の内燃機船「Canakkale」、砲艦「Isa Reis」、機雷敷設艦「ヌスレット」からの攻撃を受けて潜航した。しかし、艦の状態は悪く、de Fournierは海峡中央で艦を浮上させると総員退艦を命じた。その後、「サフィール」は沈没。「ヌスレット」により13名が救助されたが、de Fournierを含め14名が死亡した。
- 排水量：水上395トン（389英トン）、水中427トン（420英トン）
- 全長：44.9m
- 幅：3.9m
- 吃水：3.8m
- 速力：水上11.26ノット、水中8，5ノット
- 兵装：450㎜魚雷発射管4
- 出典[7]